# Takachi Keiji
Keiji Takachi (sinh ngày 23 tháng 4 năm 1980) là một cầu thủ bóng đá người Nhật Bản.

## Sự nghiệp câu lạc bộ
Keiji Takachi đã từng chơi cho Tokyo Verdy, Okinawa Kariyushi FC, FC Ryukyu, Sagan Tosu, Yokohama FC và FC Gifu.